# A Mohammedan Conspiracy
A Mohammedan Conspiracy (o The Mohammedan's Conspiracy) è un cortometraggio muto del 1914 diretto da Frederick Sullivan.
Fu il quarto e ultimo film diretto da Sullivan della serie di film della Thanhouser sceneggiati da Lloyd Lonergan e basati sulle Adventures of a Diplomatic Free Lance di Clarence Herbert New, una serie di storie pubblicate dalla rivista Blue Book. L'intera serie di film della Thanhouser comprendeva A Leak in the Foreign Office, The Cat's Paw, A Debut in the Secret Service e A Mohammedan Conspiracy.

## Trama
Lord Trevor e Nan, la sua pupilla, sono dei famosi agenti della diplomazia britannica. Dopo che in Inghilterra sono giunte voci di complotti in Egitto, Abdul, il fedele servitore di Lord Trevor viene mandato in quel paese per indagare. Ma, dopo sei mesi, pur se Abdul ha fatto notevoli progressi, deve lasciare il campo perché la sua copertura è saltata. Al suo posto, giunge Nan che intende travestirsi da ragazzo per continuare le indagini. Trova lavoro al mercato dove vende frutta, conquistandosi ben presto la fiducia dei nativi. Entra così a far parte di un gruppo di cospiratori, scoprendo con raccapriccio che il piano che si sta progettando è quello di avvelenare cibo e acqua destinati agli inglesi, in modo da sterminarli. Nan riesce a far fallire il piano ma la sua identità viene svelata: riuscirà a salvarsi solo grazie all'intervento coraggioso di Abdul.

## Produzione
Il film fu prodotto dalla Thanhouser Film Corporation.

## Distribuzione
Distribuito dalla Mutual Film, il film - un cortometraggio in due bobine - uscì nelle sale cinematografiche USA il 12 maggio 1914.